# Big Time Sensuality
"Big Time Sensuality" är en låt skriven av den isländska sångerskan Björk med Nellee Hooper, framförd av Björk och utgiven som den fjärde singeln från albumet Debut den 22 november 1993. Låten har bidragit till att öka Björks popularitet internationellt, i synnerhet i USA där hon med denna singel hade listframgångar för första gången. 
Musikvideon till låten regisserades av den fransk-amerikanska videoproducenten Stéphane Sednaoui. Videon spelades in på en gata i New York där Björk sjunger och dansar fram och tillbaka på flaket av en rullande lastbil.

## Låtlistor och format
Brittisk CD1

(132 TP 7 CD; Utgiven 1993)
1. "Big Time Sensuality" – 3:56
2. "Síðasta Ég" – 2:57
3. "Glóra" – 1:43
4. "Come to Me" (Black Dog Productions Mix) – 5:02

Brittisk CD2

(132 TP 7 CDL; Utgiven november 1993); Limited Edition)
1. "Big Time Sensuality" (The Fluke Minimix) – 4:09
2. "Big Time Sensuality" (Dom. T Big Time Club Mix) – 6:09
3. "Big Time Sensuality" (Justin Robertson - Lionrock Wigout Vox) – 7:21
4. "Big Time Sensuality" (Morales Def Radio Mix) – 3:34
5. "Big Time Sensuality" (The Fluke Magimix) – 5:51
6. "Big Time Sensuality" (Justin Robertson's Prankster's Joyride) – 7:03
7. "Big Time Sensuality" (The Fluke Moulimix) – 5:43

Brittisk 12"-vinyl

(132TP 12; Utgiven 1993)
Sida A
1. "Big Time Sensuality" (Morales Def Klub Mix)
2. "Big Time Sensuality" (Justin Robertson Pranksters Joyride)

Sida B
1. "Big Time Sensuality" (The Fluke Minimix)
2. "Big Time Sensuality" (Dom. T Big Time Club Mix)

Brittisk 12"-vinyl promo

(BJDJ 124/BJDJ 125; Utgiven 1993; Limited Edition)
(BJDJ 124)

Sida A
1. "Big Time Sensuality" (Morales Radio Mix) – 3:43
2. "Big Time Sensuality" (Morales Def Klub Mix) – 8:00
3. "Big Time Sensuality" (Morales USA Mix) – 6:28

Sida B
1. "Big Time Sensuality" (Lionrock Wigout Mix) – 7:38
2. "Big Time Sensuality" (Pranksters Joyride) – 6:55

(BJDJ 125)

Sida C
1. "Big Time Sensuality" (Moulimix) – 5:46
2. "Big Time Sensuality" (Magimix) – 5:54

Sida D
1. "Big Time Sensuality" (Big Time Club Mix) – 6:31
2. "Big Time Sensuality" (Growly Dub Mix) – 6:57

Brittisk 12"-vinyl promo

(BJDJ 124/BJDJ 125; Utgiven 1993)
Sida A (BJDJ 124)
1. "Big Time Sensuality" (Moulimix) – 5:46
2. "Big Time Sensuality" (Magimix) – 5:54

Sida B (BJDJ 125)
1. "Big Time Sensuality" (Lionrock Wigout Mix) – 7:38
2. "Big Time Sensuality" (Prankster's Joyride) – 6:55

Nederländsk CD

(853 091-2; Utgiven 1993)
1. "Big Time Sensuality" – 3:54
2. "Big Time Sensuality" (The Fluke Magimix) – 5:50
3. "Big Time Sensuality" (Justin Robertson Lionrock Wigout Vox) – 7:21
4. "Big Time Sensuality" (Morales Def Radio Mix) – 3:33

Nederländsk CD

(855 665-2; Utgiven 1993)
1. "Big Time Sensuality" – 3:54
2. "Síðasta Ég" – 2:57
3. "Glóra" – 1:43
4. "Big Time Sensuality" (Black Dog Productions) – 5:02

Spansk CD promo

(855 516-2; Utgiven 1994)
1. "Big Time Sensuality" – 3:56
2. "The Anchor Song" – 3:32

Amerikansk CD

(66242-2; Utgiven 1993)
1. "Big Time Sensuality" (LP version)
2. "Síðasta Ég"
3. "Glóra"
4. "Come to Me" (Black Dog Productions Remix)
5. "Big Time Sensuality" (The Fluke Minimix)

Amerikansk CD promo

(PRCD 8875-2; Utgiven 1993)
1. "Big Time Sensuality" – 3:56

Amerikansk CD promo

(PRCD 8900-2; Utgiven 1993; Limited Edition)
1. "Big Time Sensuality" (The Fluke Minimix) – 4:09
2. "Big Time Sensuality" (LP version) – 3:56

Amerikansk 12"-vinyl

(0-66244; Utgiven 1993)
Sida A
1. "Big Time Sensuality" (The Fluke Magimix) – 5:56
2. "Big Time Sensuality" (Dom. T Growly Dub Mix) – 6:50

Sida B
1. "Big Time Sensuality" (Morales Def Klub Mix) – 8:00
2. "Big Time Sensuality" (Justin Robertson Lionrock Wigout Mix) – 7:48

Sida C
1. "Big Time Sensuality" (Morales USA Mix) – 6:27
2. "Big Time Sensuality" (The Fluke Minimix) – 4:09

Sida D
1. "Big Time Sensuality" (Nelle Hooper Extended Mix) – 5:32
2. "Big Time Sensuality" (LP version) – 3:51
3. "Violently Happy" (Masters at Work Dub) – 5:06

Australisk 12"-vinyl promo

(Utgiven 1993)
Sida A
1. "Big Time Sensuality" (J.R. Lionrock Wigout Mix)
2. "Big Time Sensuality" (David Morales Def Klub Mix)

Sida B
1. "Big Time Sensuality" (Fluke Vocal Mix)
2. "Big Time Sensuality" (Dom. T Club Mix)

Japansk CD

(POCP-1438; Utgiven 1994)
1. "Big Time Sensuality" – 3:54
2. "Síðasta Ég" – 2:57
3. "Glóra" – 1:43
4. "Come to Me" (Black Dog Productions) – 5:02